# Замок Донадеа

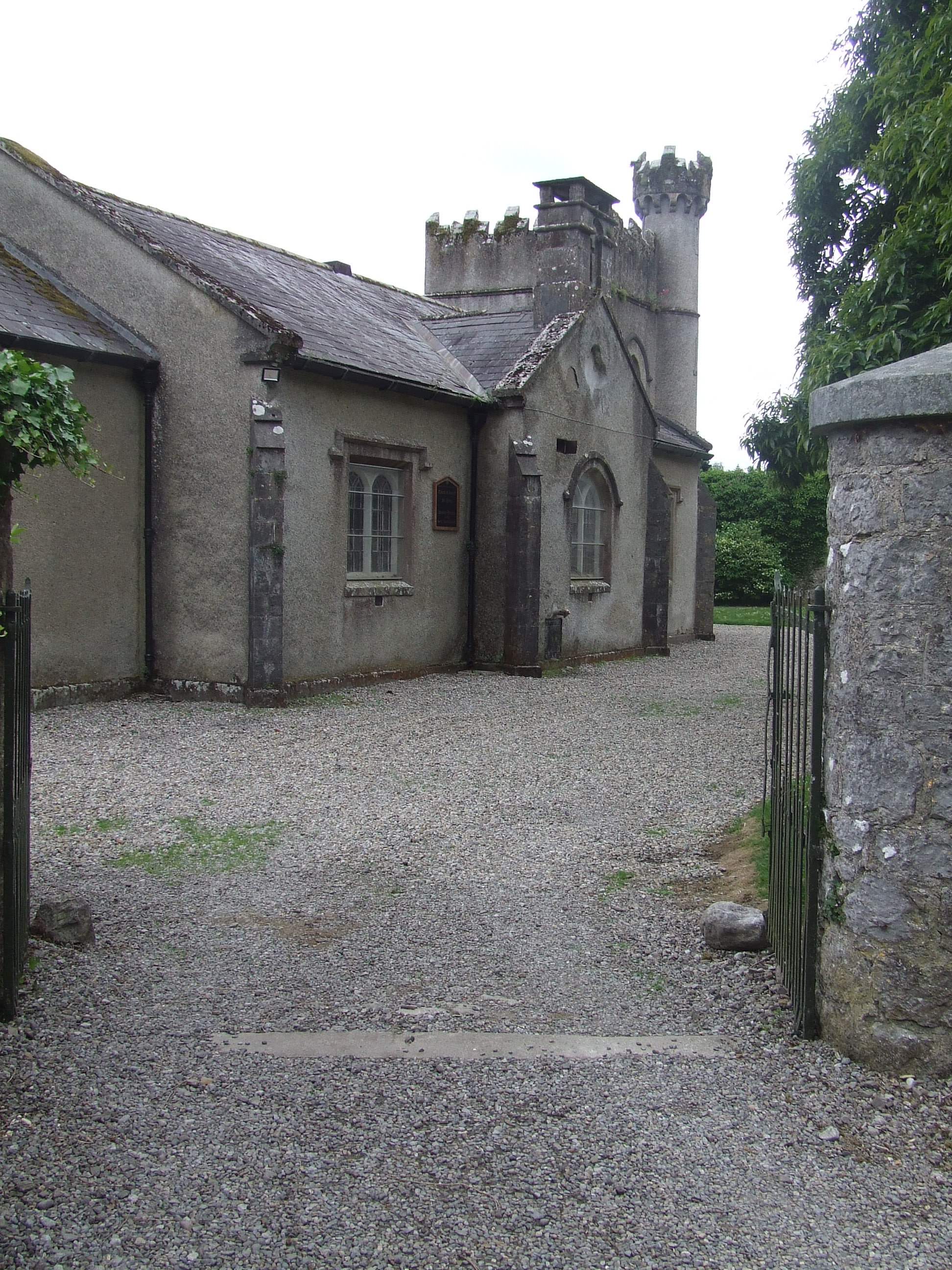
Церква святого Петра біля замку Донадеа.

Замок Донадеа (англ. Donadea Castle, ірл. Domhnach Dheá) — замок Довнах Деа — один із замків Ірландії, на півночі графства Кілдер біля селищ Стейплстаун (4 км) та Просперіс (7 км). Назва замку походить від церкви, заснування якої приписують Святому Патріку. Ця церква досі існує, хоч неодноразово була перебудована. Поруч біля замку є великий лісопарк, який люблять відвідувати туристи. Колись замок був частиною великого маєтку, що належав місцевим баронам, зокрема баронам Ейлмер.

## Історія замку Донадеа
У «Книзі Арма» згадується Донадеа. Там повідомляється, що у 455 році Святий Патрік відвідав це місце, що в ті часи називалось Дунмуррагілл, заснував церкву і монастир Святого Петра. Монастир був укріплений і нагадував більше оборонну споруду. Але судячи по всьому тут була більш давня оборонна споруда часів Залізної доби — слово «дун» в ірландській мові означає «фортеця». Вікінги зруйнували Дунмуррагілл в 832 році. Але потім церква була відбудована. Наприкінці ХІІ століття цю територію завоювали англо-норманські феодали і побудували тут замок, що стояв десь поблизу нинішнього замку Донадеа. Цей замок був першим укріпленим маєтком з чисельних замків, які руйнувались, а потім знову споруджувались на цьому місці. У 1558 році маєток і замок придбала родина Ейлмер. Придбали вони цей маєток у графів Ормонд, що до цього володіли цими землями. У 1581 році Джеральд Ейлмер почав будівництво нового замку, який завершили споруджувати тільки в 1624 році. Зараз ця споруда — найстаріша частина нинішнього замку Донадеа. У 1626 році Ейлмери відремонтували старовинну церкву. Джеральд Ейлмер був нагороджений титулом баронета.